# Więcierza (Tokarnia)
Więcierza – przysiółek wsi Tokarnia w Polsce, położona w województwie małopolskim, w powiecie myślenickim, w gminie Tokarnia. Leży nad Więcierzą, na północny zachód od centrum Tokarni.

## Historia
Dawniej samodzielna wieś i gmina jednostkowa w powiecie myślenickim. W II RP w województwie krakowskim, początkowo w powiecie myślenickim, a od 1 stycznia 1924 w powiecie makowskim.
1 kwietnia 1930 gminę Więcierza zniesiono, włączając ją do Tokarni.